# Spavati, možda i sanjati
Spavati, možda i sanjati je epizoda Dilan Doga objavljena u Srbiji premijerno u svesci #169. u izdanju Veselog četvrtka. Koštala je 270 din (2,3 €; 2,7 $). Imala je 94 strane. Na kioscima se pojavila 21. januara 2021.

## Originalna epizoda
Originalna epizoda pod nazivom Dormire, forse sognare objavljena je premijerno u #378. regularne edicije Dilana Doga u Italiji u izdanju Bonelija. Izašla je 28. februara 2018. Naslovnu stranicu je nacrtao Điđi Kavenađo. Scenario je napisao Điđi Simeone, a nacrtao Giovanni Freghieri. Koštala je 3,9 €.

## Prethodna i naredna epizoda
Prethodna epizoda nosila je naziv Neljudsko (DD168), a naredna Tango izgubljenih duša (DD170).